# عادل لطفي
عادل لطفي هو لاعب كرة قدم مغربي من مواليد 9 يناير 1979 ، و يشغل مركز الهجوم .

## مسيرته
- ... - 2005 :  المغرب - الكوكب المراكشي
- 2005 - 2009 :  المغرب - الجيش الملكي
- 2008 :  المغرب - المغرب التطواني (إعارة ل 6 أشهر)
- 2009 :  المغرب - وداد فاس (إعارة ل 6 أشهر)
- 2009 - 2010 :  الإمارات العربية المتحدة - نادي العروبة

## روابط خارجية
- عادل لطفي على موقع قاعدة بيانات كرة القدم.إي يو (الإنجليزية)